# Jon Vickers
Jon Vickers, pseudonimo di Jonathan Stewart Vickers (Prince Albert, 29 ottobre 1926 – Toronto, 10 luglio 2015), è stato un tenore canadese.

## Biografia
Sesto di otto figli, nel 1950, grazie a una borsa di studio, entrò al conservatorio di Toronto, approdando poi nel 1957 alla compagnia del Covent Garden di Londra, dove debuttò in Un ballo in maschera.
Seguirono, nell'arco di pochi anni, i debutti al Festival di Bayreuth e al Metropolitan Opera di New York (1960), che lo imposero tra i maggiori heldentenor della sua generazione. La sua fama crebbe rapidamente negli anni sessanta, soprattutto grazie alle appassionate interpretazioni dei grandi personaggi wagneriani, portandolo a calcare i maggiori palcoscenici internazionali, particolarmente in Germania e negli USA.
Ha dato il meglio di sé come tenore drammatico (Otello, Radames, Sansone. Don Josè, Canio) e, come detto, wagneriano (Parsifal, Tristano, Siegmund), mentre poco congeniali alla sua vocalità sono stati i ruoli lirici e belcantistici. Ciò nonostante, specie nei primi anni di carriera, è stato attivamente impegnato anche in ruoli di tenore lirico in opere di Donizetti e Cherubini (di particolare rilievo Medea con Maria Callas all'Opera di Dallas, replicata anche a Londra e alla Scala). Ha interpretato inoltre Manon Lescaut, Tosca, Un ballo in maschera, Andrea Chénier.
Dotato di voce scura, potente e di grande espressività, grazie anche alla notevole musicalità e alle considerevoli doti interpretative ha saputo ritagliarsi un posto di rilievo nel panorama tenorile degli anni sessanta e settanta, lasciando una forte impronta in particolare come Siegmund, Florestano e Otello, personaggio di cui secondo diversi critici condivide con Mario Del Monaco la palma di maggior interprete del dopoguerra.

## Repertorio
| Ruolo               | Titolo                               | Autore      |
| ------------------- | ------------------------------------ | ----------- |
| Florestan           | Fidelio                              | Beethoven   |
| Pollione            | Norma                                | Bellini     |
| Benvenuto Cellini   | Benvenuto Cellini                    | Berlioz     |
| Énée                | Les Troyens                          | Berlioz     |
| Don José            | Carmen                               | Bizet       |
| Peter Grimes        | Peter Grimes                         | Britten     |
| Herman              | La dama di picche                    | Čajkovskij  |
| Giasone             | Medea                                | Cherubini   |
| Andrea Chénier      | Andrea Chénier                       | Giordano    |
| Laka Klemeň         | Jenůfa                               | Janáček     |
| Canio               | Pagliacci                            | Leoncavallo |
| Nerone              | L'incoronazione di Poppea            | Monteverdi  |
| Æneas               | Dido and Æneas                       | Purcell     |
| Ratan-Sen           | Padmâvatî                            | Roussel     |
| Samson              | Samson et Dalila                     | Saint-Saëns |
| Sergei              | Lady Macbeth del Distretto di Mcensk | Šostakovič  |
| Vasek               | La sposa venduta                     | Smetana     |
| Herodes             | Salome                               | Strauss     |
| Riccardo            | Un ballo in maschera                 | Verdi       |
| Don Alvaro          | La forza del destino                 | Verdi       |
| Don Carlo           | Don Carlo                            | Verdi       |
| Radames             | Aida                                 | Verdi       |
| Otello              | Otello                               | Verdi       |
| Erik                | Der Fliegende Holländer              | Wagner      |
| Siegmund            | Die Walküre                          | Wagner      |
| Tristan             | Tristan und Isolde                   | Wagner      |
| Walter von Stolzing | Die Meistersinger von Nürnberg       | Wagner      |
| Parsifal            | Parsifal                             | Wagner      |

## Discografia

### Incisioni in studio
- Otello, con Leonie Rysanek, Tito Gobbi, dir. Tullio Serafin - RCA 1960
- Aida, con Leontyne Price, Rita Gorr, Robert Merrill, Giorgio Tozzi, dir. Georg Solti - RCA/Decca 1961
- La Valchiria, con Birgit Nilsson, Grè Brouwenstjin, Rita Gorr, David Ward, George London, dir. Erich Leinsdorf - RCA/Decca 1961
- Fidelio, con Christa Ludwig, Walter Berry, Gottlob Frick, dir. Otto Klemperer - EMI 1962
- Sansone e Dalila, con Rita Gorr, Ernest Blanc, Anton Diakov, dir. Georges Prêtre - EMI 1962
- La Valchiria, con Gundula Janowitz, Regine Crespin, Martti Talvela, Thomas Stewart, dir. Herbert von Karajan - DG 1966
- Carmen (film) (DVD), con Grace Bumbry, Mirella Freni, Justino Diaz, dir. Herbert von Karajan - DG 1967
- Pagliacci (film), con Raina Kabaivanska, Peter Glossop, Rolando Panerai, dir. Herbert von Karajan - DG 1968
- Carmen, con Grace Bumbry, Mirella Freni, Kostas Paskalis, dir. Rafael Frühbeck de Burgos - EMI 1969
- I troiani, con Peter Glossop, Anthony Raffell, Roger Soyer, Anne Howels, dir. Colin Davis - Philips 1969
- Tristano e Isotta, con Helga Dernesch, Christa Ludwig, Karl Ridderbusch, Bernd Weikl, dir. Hebert von Karajan - EMI 1971-72
- Otello (film), con Mirella Freni, Peter Glossop, dir. Herbert von Karajan - EMI 1974
- Peter Grimes, con Heather Harper, Jonathan Summers, Elisabeth Bainbridge, dir. Colin Davis - Philips 1978
- Peter Grimes (DVD), con Heather Harper, Norman Bailey, Elisabth Bainbridge, dir. Colin Davis - Warner 1981

### Registrazioni dal vivo
- La valchiria, con Hans Hotter, Leonie Rysanek, Josef Greindl, Rita Gorr, dir. Hans Knappertsbusch - Bayreuth 1958 ed. Melodram/Arkadia/Golden Melodram
- Don Carlo, con Boris Christoff, Tito Gobbi, Grè Brouwenstjin, Fedora Barbieri, dir. Carlo Maria Giulini - Londra 1958 ed. Myto
- Medea, con Maria Callas, Teresa Berganza, Nicola Zaccaria, dir. Nicola Rescigno - Dallas 1958 ed. Melodram/Gala/Myto
- Fidelio, con Birgit Nilsson, Hans Hotter, Gottlob Frick, dir. Herbert von Karajan - La Scala 1960 ed. Golden Melodram
- Medea, con Maria Callas, Giulietta Simionato, Nicolai Ghiaurov, dir. Thomas Schippers - La Scala 1961 ed. Hunt/Opera D'Oro
- Un ballo in maschera, con Amy Shuard, Ettore Bastianini, Regina Resnik, dir. Edward Downes - Londra 1962 ed. House of Opera
- Aida, con Galina Višnevskaja, Giulietta Simionato, Peter Glossop, dir. Bryan Balkwill - Londra 1964 ed. Opera Depot
- Sansone e Dalila, con Oralia Domínguez, Ernest Blanc, dir. Jean Fournet - Amsterdam 1964 ed. Gala/Opera D'Oro
- Sansone e Dalila, con Giulietta Simionato, Norman Mittelman, Justino Diaz, dir. Fausto Cleva - Met 1965 ed. Opera Lovers
- Aida, con Virginia Zeani, Lili Chookasian, Victor Braun, dir. Zubin Mehta - Montreal 1965 ed. Premiere Opera
- Carmen, con Grace Bumbry, Mirella Freni, Justino Diaz, dir. Herbert von Karajan - Vienna 1967 ed. Premiere Opera
- Pagliacci, con Joan Carlyle, Cornell MacNeil, dir. Bruno Bartoletti - Buenos Aires 1968 ed. VAI
- Otello, con Mirella Freni, Peter Glossop, dir. Herbert von Karajan - Vienna 1970 ed. Foyer
- Otello, con Mirella Freni Peter Glossop, dir. Herbert von Karajan - Salisburgo 1971 ed. Opera D'Oro
- Andrea Chenier, con Ilva Ligabue, Silvano Carroli, dir. Nicola Rescigno - Dallas 1973 ed. Lyric Distribution
- Norma (DVD), con Montserrat Caballé, Josephine Veasey, Agostino Ferrin, dir. Franco Patanè - Orange 1974 ed. VAI/Opera D'Oro (solo audio)
- Sansone e Dalila (DVD), con Shirley Verrett, Johnathan Summers, dir. Colin Davis - dal vivo Londra 1981 ed. Warner